# Clozapin
Clozapin (med handelsnavnet Leponex®), er et atypisk antipsykotikum der anvendes til behandling af behandlingsresistente psykoser. Clozapin var det første atypiske antipsykotikum, da det blev introduceret i Europa i 1971. Det blev imidlertid tilbagetrukket i 1975, da det hos nogen patienter førte til den livstruende tilstand agranulocytose, hvor antallet af hvide blodlegemer er farligt nedsat. I 1989 efter studier viste stoffets virkning mod behandlingsresistente psykoser, blev anvendelsen af stoffet genoptaget, dog under skrappe sikkerhedstiltag med hyppig monitorering af niveauerne af hvide blodlegemer. I dag bliver clozapin kun anvendt  når andre antipsykotika har vist sig ineffektive.